# 殺しの烙印
『殺しの烙印』（ころしのらくいん）は、1967年6月15日公開の日本映画。監督：鈴木清順、主演：宍戸錠。製作・配給：日活。モノクロ、シネマスコープ（2.35:1）、91分。殺し屋の「ランキング」第3位の男が、近いランクの殺し屋たちと暗闘する姿が描かれるアクション映画。
公開時は社内で不評を買い、鈴木清順監督の解雇騒動に発展したが、観客や批評家に受け、カルト映画としての評価を得るに至った（後述）。
公開時の併映作品は『花を喰う蟲』（監督：西村昭五郎）。公開時のレイティングは成人映画だった。

## ストーリー
殺し屋がランキングされ、すべての殺し屋がナンバー1になろうとしのぎを削る世界。ナンバー3の花田は、元締めの藪原から名前を名乗らない謎の男の護送を依頼され、任務中にナンバー4とナンバー2を倒し、新たなナンバー2の座を獲得して任務を終える。運転手兼相棒の春日を任務中に失った花田は、「夢は死ぬこと」と語る謎の女・美沙子に迎えられて帰路につく。
美沙子は来日中の外国捜査官の男の狙撃を花田に依頼するが、花田は手元を狂わせ、無関係の人物を射殺してしまう。このためにランキング外に転落した花田は、殺し屋稼業の掟として、彼を処刑しに来る殺し屋たちの襲撃を次々と受ける羽目になる。妻の真実や、美沙子も処刑人のひとりだった。しかし美沙子と花田は、お互いを愛し合ったために殺し合うことができず、ともに逃げる立場となる。美沙子は殺し屋組織に囚われの身となる。
美沙子以外の刺客をすべて倒した花田の前に最後の敵として現れたのは、かつて彼が護送した謎の男だった。この男・大類こそが伝説の殺し屋ナンバー1だった。花田は大類と決闘し、相討ちとなる。瀕死の花田は朦朧とした意識の中で「ナンバー1は俺だ」と叫び、さらに乗り込んできた刺客を瞬時に射殺するが、それは美沙子だった。花田は美沙子を撃ったことに気づかずに絶命する。

## キャスト
- 花田五郎：宍戸錠
- 大類進：南原宏治
- 藪原道彦：玉川伊佐男
- 中条美沙子：真理アンヌ
- 花田真実（花田の妻・藪原の愛人）：小川万里子
- 春日義平（花田の相棒・元ランク入りの殺し屋）：南廣
- バーテン：長弘
- スタイリストの高（ナンバー4の殺し屋）：大和屋竺
- ホテルのボーイ：野村隆
- 下級官吏（花田の標的）：宮原徳平
- 眼科医（花田の標的）：緑川宏
- 宝石商（花田の標的）：久松洪介
- 義眼の男：荒井岩衛
- コック：伊豆見雄
- 宝石店員：水木京二
- レストランのトイレに入る客：瀬山孝司
- 佐倉の手下：本目雅昭
- 埠頭の隠れ家の殺し屋：沢美鶴
- 郵便配達人：戸波志朗
- 埠頭で轢かれる殺し屋：高橋明
- 埠頭の隠れ家の殺し屋：柴田新三
- 埠頭に自動車でやって来る殺し屋（助手席）：中平哲仟
- 埠頭の隠れ家の殺し屋：小林亘
- 佐倉（ナンバー2の殺し屋）：大庭喜儀
- 埠頭に自動車でやって来る殺し屋（運転手）：溝口拳
- スナックの女：萩道子

## スタッフ
- 監督：鈴木清順
- 企画：岩井金男
- 脚本：具流八郎（鈴木清順、大和屋竺、木村威夫、田中陽造、曽根中生、岡田裕、山口清一郎、榛谷泰明）
- 撮影：永塚一栄
- 照明：三尾三郎
- 録音：秋野能伸
- 美術：川原資三
- 助監督：葛生雅美
- 特殊撮影：日活特殊撮影部
- 編集：鈴木晄
- 製作担当者：山下昭
- スクリプター：熊野煕子（クレジットなし）[2]
- 音楽：山本直純
- 効果：日活効果
- 主題歌：大和屋竺「殺しのブルース」（作詞：具流八郎 作曲：楠井景久）
- 技斗：渡井嘉久雄
- 製作・配給：日活

## 製作

### 企画
日活は当時、映画館から客足が遠のく梅雨時には、エロ作品とアクの強いハードボイルド作品を二本立て興行するのが通例になっており、本作品もエロティシズムを前面に押し出した『花を喰う蟲』が最初に作られて、その併映作品として急遽企画されたものだった。
監督の鈴木清順は、1966年に結成された脚本家グループ・具流八郎によるシナリオ執筆を決める。中心人物だった大和屋竺が「殺し屋の世界ランキング」というアイディアをまず立ててハードボイルド・タッチの前半部分を書き、他のメンバーがそれに話を加えていくという方式をとった。また、一部の場面でギャビン・ライアル『深夜プラス1』、リチャード・スターク『悪党パーカー/人狩り』といった小説を参考にしている。

### 撮影・編集
作品中には小川万里子ら女優のヌードが随所に登場する。DVDや関連書籍のインタビューによると、編集当初はフィルムに直接白い矢印を書き、その矢印が自粛個所を追いかけながら隠すという手法を取ろうとしたが、この方法は会社から無断でお蔵入りにされ、公開時点で、画面半分を隠すほどの大げさな黒ベタによって塗りつぶされることになった。
このため、鈴木含む製作スタッフは、この修正版を「インチキ『殺しの烙印』」と呼んでいるという。修正が入っていない「完全版」は東京国立近代美術館フィルムセンター（のちの国立映画アーカイブ）に収蔵され、のちにビデオソフトにもこの「完全版」が収録された（後述）。

### 宣伝・興行
公開時のキャッチコピーは、「色、欲、裏切り…むせかえる肌と硝煙が奏でる殺しのシンフォニー!!」。

## サウンドトラック
オリジナルサウンドトラック盤は2007年にディスクユニオンから『映画「殺しの烙印」オリジナル・サウンドトラック』のタイトルでCDが発売された。当時の広告文案やトラックシートなどを掲載したブックレットが付属している。
- 音楽：山本直純
- 演奏：不詳
- 録音：秋野能伸
- ミックスダウン：1967年6月10日 日活撮影所
- 原盤・音源提供：日活株式会社
- マスタリング・エンジニア：中村宗一郎（ピース・ミュージック）
- デザイン：小田晶房（map）
- 解説：原田和典

収録曲
- 主題歌「殺しのブルース」
- スコッチとハードボイルド米pt1
- スコッチとハードボイルド米pt2
- 死体バックシート
- ハナダバップ
- フレーム・オンpt1
- フレーム・オンpt2
- 男嫌いpt1
- 男嫌いpt2
- 米を研げ
- 悪魔の仕事
- 野獣同士（けだものどうし）
- 蝶の毒針pt1
- 蝶の毒針pt2
- ハナダの針pt1
- ハナダの針pt2
- サヨナラの外観
- ナポレオンのブランデー
- 「殺しのブルース」ハミング
- 防波堤の撃合い
- 殺し屋のボサノバ
- 何かが起こる
- 獣は獣のように
- ナンバーワンの叫び
- テープレコーダーは運命の轍
- エンディングテーマ「殺しのブルース」
- ボーナストラック
  - タイトル カラオケ
  - エンディグ カラオケ
  - 主題歌「殺しのブルース」台詞なし

・殺しの烙印　オリジナル・サウンドトラック（2018年4月21日/CINEMA-KAN/規格番号CINK-47）
RECORD STORE DAY 限定商品として制作されたレコード盤。2007年と異なるリマスタリングが施され、未使用曲が追加された。

・殺しの烙印　オリジナル・サウンドトラック　CD（2024年7月24日/CINEMA-KAN/規格番号CINK-160）
・殺しの烙印　オリジナル・サウンドトラック　LP（2024年7月24日/CINEMA-KAN/規格番号CINK-161）
鈴木清順の生誕100周年を記念して制作されたCDとアナログレコード盤。改めてリマスタリングが行われた。レコード盤は数量限定のカラー盤。真理アンヌのインタビューが掲載されている。

## 評価

### 鈴木清順の追放
本作は公開時、批評家や若い映画ファンに熱狂的に支持されたが、一方、当時の日活社長・堀久作は完成した作品を観て激怒した。主人公の殺し屋がガス炊飯器の蓋を開け、米飯の炊ける匂いに恍惚とする、という描写が特に気に入らなかったとされる。
堀は公開翌年・1968年の年頭社長訓示において、「わからない映画を作ってもらっては困る」と本作品を名指しで非難し、同年4月には、鈴木に対し電話で一方的に専属契約の打ち切りを通告した。また、日活は、川喜多和子が主宰するシネクラブ研究会に対して「鈴木清順作品封鎖」と称してフィルムの貸し出しを拒否した。
これらの問題を不服とした映画人や大学生有志による「鈴木清順問題共闘会議」が結成され、映画界を巻き込んだ一大騒動に発展した。鈴木は日活を提訴し、1971年に和解が成立したが、鈴木は1977年に松竹で『悲愁物語』を監督するまで約10年間のブランクを送ることとなる。

### 国外の評価
本作はやがて高い評価を国外からも受けるに至った。クエンティン・タランティーノ、ジョン・ウー、パク・チャヌクらがその影響を認めている。

#### 受賞歴
英国映画協会は“The best Japanese film of every year”と題した企画で1967年の一本として今作を選出した。
2022年9月、4Kデジタル復元版が第79回ベネチア国際映画祭のクラシック部門に出品され、最優秀復元映画賞を受賞した。

## ビデオグラム・放送
初期の市販ソフトにおいては上述の「修正版」が収録されていた。のちに発売されたDVDで「完全版」が収録された（DVDには修正版も収録されている）。
2007年5月14日には、WOWOWで現行DVDをもとにした「完全版」が放映された。

## 続編企画
鈴木清順のブランク期間中に、『殺しの烙印』の続編『続・殺しの烙印』が企画され、本作の制作陣によりシノプシスが書かれたが、シナリオ執筆の段階で制作が中止された。プロットは大和屋竺、田中陽造、曽根中生。
本作と別の殺し屋が主人公の物語で、本作と内容につながりはない。また、2001年に本作品の続編と銘打って公開された『ピストルオペラ』とも別のストーリーである。
Petit Grand Publishing刊『STYLE TO KILL─殺しの烙印 VISUAL DIRECTORY─』にシノプシスが掲載されている。

### 続編の登場人物
- 野田三郎 - 殺し屋
- 武智 - 組織の中堅
- 都留 - 組織の殺し屋
- 類子 - 都留の妻
- 小夜
- 白根宗一郎 - 小夜のパトロン